# Karoowia microscopica
Karoowia microscopica är en lavart som beskrevs av Hale. Karoowia microscopica ingår i släktet Karoowia och familjen Parmeliaceae.   Inga underarter finns listade i Catalogue of Life.